# Messier 21
Messier M21 (také M21 nebo NGC 6531) je otevřená hvězdokupa v souhvězdí Střelce vzdálená od Země přibližně 3 900 světelných let. Objevil ji Charles Messier 5. června 1764.

## Pozorování

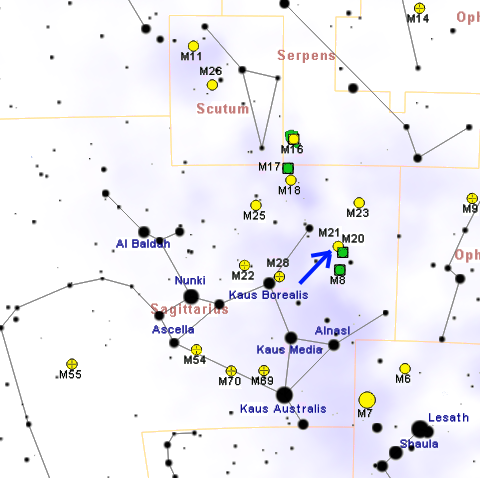
Poloha M 21 v souhvězdí Střelce

M21 je možné najít přibližně 2° jihozápadně od hvězdy Polis (μ Sgr), necelý jeden stupeň severovýchodně od mlhoviny Trifid. Je viditelná i pomocí triedru 10x50, ale jednotlivé hvězdy se s jeho pomocí rozliší pouze obtížně. Dalekohled o průměru 114 mm ovšem ukáže různé hvězdy od 10. magnitudy. Dalekohled o průměru 200 mm hvězdokupu rozloží úplně a okrajové oblasti hvězdokupy v něm vypadají velice nepravidelně.
Severovýchodní část hvězdokupy zdobí asi 10 slabých hvězd seřazených do kroužku.
Mlhovina leží blízko ekliptiky (přibližně 1°), proto přes ni často přechází tělesa sluneční soustavy. Poblíž hvězdokupy se nachází mnoho dalších objektů Messierova katalogu, například 2° jižně leží mlhovina Laguna, 4° severozápadně otevřená hvězdokupa M23 a severovýchodním směrem jsou to další objekty mezi kulovou hvězdokupou M22 a Orlí mlhovinou.
M21 je možno jednoduše pozorovat z většiny obydlených oblastí Země, protože má dostatečně nízkou jižní deklinaci. Přesto není pozorovatelná v severní Evropě a Kanadě, tedy blízko polárního kruhu a ve střední Evropě zůstává poměrně nízko nad obzorem. Na jižní polokouli je hvězdokupa dobře viditelná vysoko na obloze během jižních zimních nocí a v oblastech blízko obratníku Kozoroha je možné ji vidět přímo v zenitu. Nejvhodnější období pro její pozorování na večerní obloze je od června do října.

## Historie pozorování
Hvězdokupu M21 objevil Charles Messier 5. června 1764 během hledání komet. Popsal ji jako malou hvězdokupu a zařadil ji do svého slavného katalogu. William Herschel o této hvězdokupě nezanechal žádné poznámky, stejně tak ani jeho syn John, který pozoroval oblohu na mysu Dobré naděje. Admirál Smyth ji popsal jako hvězdokupu umístěnou ve velmi bohatém poli hvězd.

## Vlastnosti
M21 má na otevřenou hvězdokupu poměrně značně zhuštěné jádro, vzdálenost mezi jejími hvězdami se blíží jednomu světelnému roku.
Hvězdokupa obsahuje okolo 57 hvězd.
Její nejjasnější hvězdy osmé magnitudy jsou spektrálního typu B0 a jsou tedy velmi mladé; její stáří se odhaduje na 12 milionů let. Odhady její vzdálenosti od Země se různí, ale uznává se hodnota kolem 3 900 světelných let.